# Turck (Unternehmen)
Die Turck-Unternehmensgruppe ist ein deutscher Anbieter von Automatisierungstechnik für die Fabrik-, Prozess- und Logistikautomation mit Sitz in Mülheim an der Ruhr.

## Geschichte
Hans Turck legte 1960 einen der Grundsteine für die heutige Unternehmensgruppe, indem er sich mit einem Ingenieurbüro in Mülheim an der Ruhr selbstständig machte. 1965 erhielt Turck vom Chemiewerk Hüls in Marl den Auftrag zur Entwicklung eines Verstärkerbausteins. Die ersten 20 dieser Geräte fertigte sein Bruder Werner Turck in seiner Wohnung in Halver. Die beiden Brüder gründen daraufhin die Turck Elektronik Feinbau, die erste Firma der heutigen Gruppe, die sich zunächst auf induktive und kapazitive Näherungsschalter konzentrierte. Kurz darauf stieg Hermann Hermes als Partner in das Unternehmen ein. Acht Jahre nach der Firmengründung begann die internationale Ausrichtung mit der ersten Vertriebsniederlassung in den USA 1973 sowie die Gründung der Turck Inc. in Minneapolis im Jahre 1975 – kurz darauf folgte eine weitere Vertriebsniederlassung in Belgien.
Seitdem hat das Unternehmen weltweit zahlreiche neue Vertriebs- und Produktionsgesellschaften gegründet. Unter anderem erfolgte 1989 der Eintritt in den osteuropäischen Markt durch die Übernahme des Messgerätewerkes in Beierfeld in Sachsen, welche 1990 ihren Betrieb aufnahm. 1994 wurde darüber hinaus für den Einstieg in den asiatischen Raum eine Produktions- und Vertriebsgesellschaft in Tianjin in China gegründet.
1998  gingen Hans Turck und Hermes in den Ruhestand, der dritte Gründer Werner Turck folgte 2011. Im Juli 2015 verstarb knapp drei Monate nach Werner Turck sein Bruder Hans Turck als zweiter Firmengründer. Mit Hermann Hermes verstarb der letzte Mitgründer im Januar 2019. Seit dem altersbedingten Ausscheiden von Hans Turcks Sohn Ulrich Turck im März 2018 sind keine Vertreter der Gesellschafterfamilien mehr in der Geschäftsführung der Gruppe tätig.
Die Turck-Gruppe ist ein 100-prozentiges Familienunternehmen. 2023 konnte die Gesellschaftermehrheit verhindern, dass die Erben von Werner Turck ihre Anteile an die Private-Equity-Gesellschaft Triton Partners veräußern. Nach einer längeren juristischen Auseinandersetzung wurde das Verfahren Ende 2023 vom Landgericht Hagen rechtskräftig abgeschlossen und die Werner-Turck-Familienstiftung als Gesellschafterin aus der Turck Holding GmbH ausgeschlossen. Alleinige Gesellschafter sind nunmehr die Nachkommen von Hans Turck und Hermann Hermes.
Nach 17-jähriger Präsenz hat die Gruppe im März 2022 als Reaktion auf den russischen Überfall auf die Ukraine ihre Geschäftstätigkeiten in Belarus und Russland eingestellt.

## Unternehmensorganisation

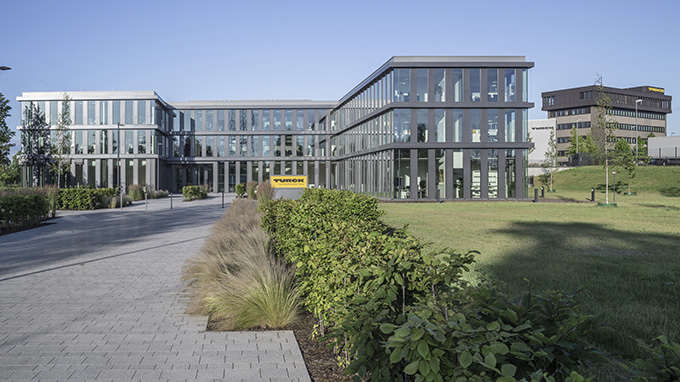
In Mülheim an der Ruhr befindet sich die Vertriebs- und Marketingzentrale der Turck-Gruppe

Die Turck Holding GmbH fungiert als Holdinggesellschaft der Unternehmensgruppe. Diese wird im Wesentlichen von den beiden Gesellschaften Hans Turck GmbH & Co. KG in Mülheim an der Ruhr – zuständig für Vertrieb und Marketing – und Werner Turck GmbH & Co. KG in Halver – verantwortlich für Entwicklung und Fertigung – gebildet. 
Weiterhin gehören zur Turck Holding unter anderem die Tochtergesellschaften Turck Beierfeld GmbH in Beierfeld (Elektronikentwicklung und Fertigung kundenspezifischer Baugruppen), die Turck Electronics GmbH, ein weiterer Entwicklungsstandort in Detmold, sowie die Turck Mechatec GmbH in Mülheim an der Ruhr, welche sich auf die Fertigung und Vertrieb von Schaltschrank- und Verbindungslösungen fokussiert. Außer den Standorten in Deutschland ist die Turck-Gruppe mit zahlreichen Tochtergesellschaften, Beteiligungen und spezialisierten Vertretungen weltweit vertreten. Neben den Unternehmen der Holdinggesellschaft vervollständigt die Turck INC. in den USA die Turck-Gruppe.

## Produkte
Turck entwickelt, produziert und vermarktet elektronische Produkte, Systemlösungen und Dienstleistungen zum Erfassen, Verarbeiten und Übertragen relevanter Produktionsdaten für die Fabrik-, Prozess- und Logistikautomation. Zum Angebot gehören Produkte und Lösungen aus den Bereichen Sensor-, Feldbus-, Steuerungs-, Cloud-, Anschluss- und Interfacetechnik sowie HMI und RFID. Die Tochtergesellschaft Turck Vilant Systems bietet RFID-Lösungen inklusive eigener Middleware und ERP-Integration an.

## Auszeichnungen
2019 erhielt Turck den iF Design Award für seinen Drucksensor PS+, der im selben Jahr auch den Automation Award der Fachzeitschrift Elektro Automation gewann.